# وقار (تمثال)
تمثال الوقار (بالإنجليزية: Reverence) هو تمثال من عمل النحات جيم ساردونيس في عام 1989م. ويصور التمثال ذيلي حوتين يغطسان في بحر من العشب،و لا تنسى أنه يرمز التمثال إلى فكرة هشاشة كوكب الأرض. صنع الذيلان من 36 طن من الجرانيت الإفريقي الأسود ويبلغ طول التمثال 13 قدما. و يوجد التمثال في راندولف في ولاية فيرمونت الأمريكية